# Sycophaga cyclostigma
Sycophaga cyclostigma is een vliesvleugelig insect uit de familie Torymidae. De wetenschappelijke naam is voor het eerst geldig gepubliceerd in 1916 door Waterston.